# Yeni Eskişehir Stadyumu
Le Yeni Eskişehir Stadyumu, nom officiel Eskişehir Yeni Atatürk Stadyumu est un stade basé à Eskişehir (Turquie). Il est utilisé pour les rencontres de football du Eskişehirspor et remplace l'ancien stade Atatürk d'Eskişehirspor construit en 1962. Le stade a une capacité de 34 930 places assises.

## Histoire
Le stade Yeni Eskişehir Stadyumu fait partie du projet de rénovation des stades en Turquie, pour remplacer le stade Atatürk construit en 1962, devenu vétuste et situé en centre ville. Le nouveau stade est construit en banlieue à l'ouest du centre ville. Le bureau d'architecte, Bahadir Kul Architecture, a également participé aux projets du Konya Büyükşehir Belediye Stadyumu et du stade olympique de Mersin.
Les travaux commencent en 2013, et après trois années et trois mois le stade est inauguré le 20 novembre 2016, avec une rencontre de championnat contre Malatyaspor et une victoire 2 à 0 pour les locaux. Le premier but est marqué par Hasan Acar (de).
En 2017, le stade accueille la finale de la Coupe de Turquie ainsi que son premier match international le 27 mars, entre l'équipe de Turquie et la Moldavie, victoire 3 à 1.

## Structure
La façade du stade est blanche, sur le côté nord il y a des baies vitrées. Les tribunes comportent deux étages, les sièges sont aux couleurs du club, le rouge, le noir et le jaune. Le stade a une capacité de 34 930 places assises, comprenant 225 places pour la presse, et 100 places pour les personnes handicapées. Les tribunes le long du terrain sont équipées de 27 loges chacune, situées entre les deux étages. Le stade propose également trois restaurants et un parking souterrain de 13 000 m2.	